# RoBOt Festival
roBOt Festival è una manifestazione internazionale nata nel 2008 a Bologna e dedicata alla musica elettronica e alle arti visuali. La direzione artistica del festival è affidata fin dalla sua prima edizione a Marco Ligurgo e Antonio Puglisi. Il festival, che si svolge in autunno, propone ogni anno oltre 100 eventi tra concerti, dj set, performance, proiezioni, installazioni digitali e workshop.
Vi hanno partecipato artisti internazionali come Ryūichi Sakamoto, Alva Noto, Francesco Tristano Schlimé, Nathan Fake, Plaid, Yann Tiersen, Gianluca Petrella, Carl Craig e Pan Sonic.
La manifestazione è organizzata dall'Associazione Culturale Shape, con il sostegno e il patrocinio del Comune di Bologna, della Provincia di Bologna, Regione Emilia-Romagna e la Fondazione del Teatro comunale di Bologna, assieme alla Fondazione del Monte di Bologna e l'Università degli studi di Bologna.

## Storia del RoBOt Fest
Il roBOt festival nasce a Bologna nel 2008 sotto la direzione artistica di Marco Ligurgo e Antonio Puglisi, ad iniziativa dell'associazione culturale Shape, con l'intento di fare una manifestazione che, sulla tradizione di altri festival europei come il Sonar di Barcellona, il Transmediale di Berlino, il Time Warp Festival di Mannheim o il Dissonanze di Roma, fosse in grado di scavalcare le singole discipline con un programma che coinvolgesse diversi settori della cultura con mostre, concerti, incontri, performance, workshop e laboratori. Inizialmente patrocinato dalla Regione Emilia-Romagna, Provincia di Bologna e dal Comune di Bologna in collaborazione con l'Università degli Studi di Bologna e la Cineteca di Bologna, il festival articola ogni anno i propri eventi attorno ad un titolo, tema o argomento che ne traccia l'evolversi della programmazione.

### 2008: roBOt01 - percorsi digitali tra arte e musica
Il roBOt01 - percorsi digitali tra arte e musica realizzò così un programma che si sviluppò come un'indagine sul rapporto tra uomo e macchina, dislocando i propri eventi tra Palazzo Re Enzo, Manifattura delle Arti e Cassero. Tra i nomi della programmazione notturna vi furono i finlandesi Pan Sonic, esponenti della scena elettronica tedesca come Nick Curly, SIS, Johnny D., Federico Molinari e Vera, il canadese Frivolous, gli svizzeri Mass Prod e Kalabrese e gli italiani Dj Balli, Tobi Neumann, Massi DL, Giancarlo Lanza, UnZIP Project, AnderEdo, Chronic Flakes, Tobur, Fabrizio Maurizi, Shaduz, mentre tra gli eventi diurni vi fu la proiezione alla in anteprima alla Cineteca di Bologna del documentario di Maren Sextro e Holger Wick dal titolo "We Call it Techno" sulla scena techno tedesca degli anni '90.

### 2009: roBOt02 - Harder, Better, Faster, Stronger
L'edizione del 2009, incentrata sul confronto/scontro tra l'umanità e le possibilità ad essa offerte dal software, oltre a vedere la nascita della collaborazione con il Teatro comunale di Bologna, a cui verrà affidata da qui in poi l'apertura del festival con eventi di rilievo e con il Kindergarten ed il Link per alcuni concerti e dj set, vide il supporto dell'Accademia di belle arti di Bologna e della Fondazione del Monte. Nacque poi in questa seconda edizione la sezione call4ROBOT, in cui vengono presentate 26 opere di altrettanti artisti selezionate dal comitato scientifico del festival che assegna poi il Premio del Monte. Il festival inaugurò le sue attività al teatro comunale con il concerto degli Shape, progetto in cui Carl Craig e Moritz Von Oswald collaborano con il percussionista libanese Bachar Khalifé, con il pianista lussemburghese Francesco Tristano Schlimé e con il compositore americano Justin Messina. Fra i musicisti e dj esteri che parteciparono al roBOt02 sono da ricordare Tim Exile, Daedelus, Mirko Loco, Christian Burkhardt e Kay Sand, Byetone, Giancarlo Lanza, Retrodate e Seth Troxler, mentre fra gli italiani vi furono Pasta Boys, Unzip Project, Gas + Linuz, Minimono, M 16, Mayo, Minidischi, Luca Morini, Supervalue alias LTJ e Riccio, Max di Blas, Calma, Apes on Tapes, Anderedo, Anna Stefani, N.M.T..
Alcune opere della sezione call4ROBOT dedicata all'arte contemporanea furono Piove governo ladro di Ericailcane, Carlomargot, Giovanni Morocco e Alba Von Von; Serpendity David Szauder aka Pixel Noizz (Ungheria), Anatomic paint-segno liquido di Carlo Cossignani e Saul Sanguatti, “Basmati” di Andrea Martignoni, Teatrino Elettrico Massimiliano Nazzi ed Emanuele Martina, On Line e Robowall 1.0 dei [Vj] Hash e Nicola Saponaro; e infine la performance spazio/corporea D-Rex di Lies Dept. Team.
Per la sezione film e documentari sono da menzionare Carl Craig & The Innerzone Orchestra Live in Rome a cura di Leonardo Bazzucchi e Massimiliano Vana e Kraftwerk And The Electronic Revolution di Chrome Dream.
A condurre alcuni degli workshop presenti in programma vi furono poi Diego Beato, Roberto Marchesini, Federico Simonazzi e David Szauder.

### 2010: roBOt03 - Ibridazione
Il roBOt03 vide consolidarsi i rapporti precedentemente stabiliti con istituzioni ed operatori culturali della regione, con un festival dal titolo Ibridazioni che traccia una linea sulle potenziali compenetrazioni tra uomo e macchina, con la ormai consueta divisione delle attività diurne svolte nei luoghi istituzionali della città, da quelle notturne, che invece coinvolgono i club bolognesi più importanti.
Il festival si aprì con l'evento d'anteprima al Teatro Comunale che vide sul palco i francesi NOZE e Dani Siciliano. Nei giorni seguenti invece, tra i numerosi musicisti presenti sono da ricordare Uwe Schmidt aka Atom TM, Jon Hopkins, King Minds Sound, Alan1, Donnacha Castello, Jesse Rose, Bass Clef, Reboot, Cassius, Robot Kock feat. Grace, Ad Bourke, Ilario Alicante, Daniele Baldarelli, Dicofone, Elektro Guzzi, Romano Alfieri, Electricalz, Alessandro Sensini.
Fra le proiezioni sono da menzionare invece “Speaking in Code” di Amy Grill, i documentari “8 BIT” sulle influenze dei videogames sulla società contemporanea di Marcin Ramocki e Justin Strawhand, “RIP, a remix manifesto” di Brett Gaylor sul concetto di copyright, “We call it Skweee” di Iacopo Patierno e David Giese sulla musica scandinava e “Warp 20 New York city” di Lorenzo Fonda sui festeggiamenti per il 20º anno dell'etichetta musicale Warp Records.

### 2011: roBOt04 - Do it yourself, revolution now
Se le edizioni precedenti del roBOt festival si erano intrecciate inevitabilmente con manifestazioni e produttori internazionali, è con l'edizione di roBOt04 - Do it yourself, revolution now che il festival inaugura un sistema di collaborazioni internazionali che li affianca qui al FAD di Belo Horizonte ed al Freemote di Utrecht. Se la collaborazione con il festival Brasiliano portò alla produzione dello spettacolo multimediale di Henrique Roscoe, la collaborazione con gli olandesi portò alla produzione dell'opera di videomapping Everything. Never del gruppo di videomaker Born Digital, entrambi presentati nella sezione speciale d'Arte curata da Silvia Grandi e Paolo Granata in collaborazione con il Dipartimento di Arti Visive dell‟Università di Bologna e l‟Archivio Storico della Video Arte dell‟Associazione BoArt.
Il roBOt04 vide la sua anteprima con il progetto francese Elektronische Staubband di Yann Tiersen, Lionel Laquerriere e Thomas Poli, a cui seguirono nei giorni successivi numerosi eventi musicali, e tra questi Alexander Robotnick, Andrea Sartori & Julian Carax , Beat Inc., Bjorn Torske, Cenz, Dance or Die vs T.Bone, Deniz Kurtel, Dj Tee, Esperanza di Matteo Lavagna dei Disco Drive, Etienne Jaumet, Gianluca Petrella Duo, Housemeister, LowLow, Maceo Plex, Nomoretrouble, Riva Starr, SBTRKT, Seth Troxler, Space Dimension Controller, The Harbour, Venice, Walking Mountains, Who Made Who, Xtra-Terras
Nella sezione screening furono poi presentati Finisterrae di Sergio Caballero, Paul Kalkbrenner – A Live Documentary di Max Penzel, il film ad episodi Resonance, PressPausePlay di David Dworsky e Victor Köhler, We Don't Care About Music Anyway... di Cédric Dupire e Gaspard Kuentz.

### 2012: roBOt05 - A Robot With A Human Heart
Con l'edizione del 2012 entra tra i luoghi del festival lo storico centro sociale bolognese Teatro Polivalente Occupato, dove avvennero da qui in poi, una parte degli eventi notturni.
Il consueto evento di apertura del roBOt05 al Teatro Comunale di Bologna fu affidato allesibizione del duo Alva Noto & Ryūichi Sakamoto. Le serate successive videro invece susseguirsi tra i concerti internazionali gli americani Wolf + Lamb, Soul Clap, No Regular Play, Slow Hands e Oneohtrix Point Never, mentre dall'europa arrivano i Plaid (UK), Hype Williams (GB-UK), James Holden (GB), Nathan Fake (GB), Gold Panda (GB), Scuba (GB), Julio Bashmore (GB), Vessel (GB), Marcel Dettmann (DE), Ben Klock (DE), Francesco Tristano (LU) e dall'Italia Memoryman aka Uovo (IT), Analogue Cops feat Lucretio (IT) e Buck.
Per la sezione screening invece vi furono Shut Up and Play the Hits di Dylan Southern e Will Lovelace, in documentario sul concerto di LCD Soundsystem al Madison Square Garden di New York, Solipstist di Andrew Thomas Huang, il documentario di Henry Hills Arcana su John Zorn e Visualizing ISAM di Vello Virkhaus su Amon Tobin, mentre per la sezione call4roBot2012 tra gli artisti vi furono Marco Morandi, Fedra Boscaro e Tommaso Arosio.
Tra i conduttori degli workshop vi furono invece Giovanna Cosenza, Giancarlo Lanza, Julia Draganovicˇ, Claudia Löffelholz e Damir Ivic.

### 2013: roBOt06 - Digital Vertigo
L'edizione del roBOt06 inaugura il 24 settembre con il concerto di The Chilowatt Hour, progetto a tre mani di David Sylvian, Christian Fennesz e Mathieu, per poi iniziare il festival il 2 ottobre 2013. Tra i presenti ricordiamo Aïsha Devi, Ad Bourke, Alarico Mantovani, Almunia, Apparell, Ben Klock, Brandt Brauer Frick, DJ Balli, DJ Khalab, DJ Koze, DVA Damas, Godblesscomputers, Holy Others, Jasper James, John Roberts, Jolly Mare, Jon Hopkins, Lele Sacchi, Letherette, Lorenzo Senni, Mano Le Tough, Niños Du Brasil, OOOOO, Pantha Du Prince, Sartana, Seth Troxler, Starfuckers, Steve Summers, Thundercat, Tim Hecker, Tropic Of Cancer, Von Tesla, Zimmerfrei.
Nella sezione Sceenings vennero proposti 7 tra film e documentari di cui 5 in anteprima italiana che furono Energy Flow prodotto dallo studio grafico inglese The Field, onedotzero_resonate, Enaction di Carlotta Piccinini, Indie Game: The Movie dei canadesi Lisanne Pajot e James Swirksy, We Are Modeselektor dei tedeschi Romi Agel e Holger Wick, i quattro cortometraggi di Future Past Perfect, Parts 1-4 Carsten Nicolai e Dancing Cities di Roger Gual, lavoro incentrato sul rapporto tra danza e spazio urbano.

### 2014: roBOt07 - Lost Memories
È con l'edizione del roBOt07 che il festival inizia una nuova partnership triennale con l'ente BolognaFiere, che da questa edizione vede lo svolgersi della sezione notturna del festival nelle strutture fieristiche bolognesi. Questo paternariato rientrò nel progetto BolognaFiere Entertaining, volto a sostenere gli eventi culturali e di intrattenimento considerati di spessore, nell'ottica di aiutare tali eventi ad oltrepassare i confini nazionali. Oltre a BolognaFiere entrò poi, sempre in questa edizione, la collaborazione con il MAMbo per le parti più legate alle Arti visive. È con questa edizione poi che il precedente investimento da parte degli enti a sostegno viene raddoppiato per arrivare alla cifra di 600.000 euro, con una previsione di ricaduta sul territorio pari a 10 volte l'investimento.
Il roBOt07, con il sottotitolo Lost Memorie sviluppo il festival su come la memoria digitale influisce nel quotidiano, incentrando su questo tema mostre, installazioni, proiezioni, incontri e workshop.
L'apertura del festival al Teatro Comunale fu affidata al produttore James Holden ed a Burnt Fiedman & Jaki Liebezeit e Roly Porter. Nei giorni seguenti poi moltissimi furono i gruppi musicali ed i dj fra cui spiccano Ricardo Villalobos, Mathew Johnson e Craig Richards, Jon Hopkins, Apparat, Moderat, James Holden, Moodymann, Mathew Jonson, Gold Panda, Jackmaster, Craig Richards, Legowelt, Luke Abbott, Sons Of Magdalene, Copeland, Torn Hawk.
Nella Sezione Arte curata da Claudia Löffelholz e Federica Patti, fu poi presentata in anteprima il 30 settembre nel foyer del MAMbo, dopo un progetto di residenza, l'installazione dell'artista colombiano Icaro Zorbar, ed un workshop con gli artisti Caterina Barbieri, Barbara Baroncini, Irene Fenara, Pasquale Sorrentino. Fra gli artisti presenti durante le giornate del festival vi furono invece Antonello Ghezzi, Icaro Zorbar, Jonathan Monaghan, Icaro Zorbar, Mattia Casalegno e Quiet Ensemble

### Maggio 2015: roBOtBA, l'edizione di Buenos Aires
Il 4 dicembre 2014 la Ass.Cult. Shape ed il Comune di Bologna, in collaborazione con la sede di Buenos Aires dell'Università di Bologna e il Goethe-Institut Buenos Aires organizzarono nel polo culturale della Usina del Arte di Buenos Aires la preview di quello che diverrà poi la prima versione argentina del festival, ribattezzata roBOtBA. Il festival vero e proprio inaugurò poi il 1º maggio, riproponendo nell'arco dei tre giorni successivi il modello già consolidato in Italia. Tra i luoghi coinvolti vi furono l'Input Club, il Moscow Club e la Usina del Arte.
Tra i musicisti presenti al roBOtBA vi furono Atom™ (DE), Le Freak Selector (AR), Darshan Jesrani (US), Nicholas Rocca (AR), Ana Helder (AR), Marco Unzip (IT), DJ Stuart (AR), Masose (AR), Chancha Vía Circuito (AR), Mezcla (AR), Martinez (AR), Momo Trosman (AR), Mariano Trocca (AR), Plasma Ruby (AR), Melmann (AR), Sobrenadar (AR) e Djs Pareja (AR).

## Format e sezioni
Il festival dura quattro giorni, da mercoledì a sabato. La preview della manifestazione è il concerto inaugurale al Teatro comunale di Bologna, mentre il festival vero e proprio invece si divide in due momenti: uno diurno - tenuto a Palazzo Re Enzo - in cui live, dj set, performance, workshop, documentari e video installazioni si susseguono a partire dal primo pomeriggio; e uno notturno, dove dj e live performer offrono concerti e dj set nei principali club cittadini.
Il programma artistico del festival si articola in sei sezioni principali:
- Musica: concerti e dj set
- Workshop e seminari: artisti internazionali, giornalisti, professori universitari e specialisti sono invitati a presentare proprie creazioni e progetti innovativi il panorama della cultura digitale;
- Arti visive: installazioni video, sia statiche che interattive, trovano spazio durante i giorni della manifestazione.
- Performance: progetti di teatro e performance di danza - fortemente influenzati dalle arti digitali e dalla tecnologia - sono ospitati nei giorni della manifestazione.
- Cinema: proiezioni video e documentari.
- call4roBOt è un bando di ricerca pensato per coloro che vogliano presentare un'opera d'arte originale attinente ai temi del festival.

## Collaborazioni
Nel 2017 il roBOt festival collabora all'organizzazione della prima edizione del FestiValle: il primo festival di musica e arti digitali della Valle dei Templi. Il festival si terrà il 04, 05 e 06 Agosto 2017 in tre diversi luoghi: Tempio di Giunone, Farm Cultural Park e l'ElectroFestiValle presso la spiaggia di San Leone a cura del roBOt festival.